# Nordiska Afrikainstitutet
Nordiska Afrikainstitutet (het Noordse Afrikainstituut) in de Zweedse stad Uppsala is een wetenschappelijk onderzoeksinstituut en informatiecentrum dat zich bezighoudt met onderzoek over hedendaags Afrika. Het instituut werd in 1962 door de Zweedse socioloog Carl Gösta Widstrand opgericht. Directeur sinds november 2019 is Therése Sjömander Magnusson.
Nordiska Afrikainstitutet wordt gefinancierd door de Noordse landen en is administratief een Zweedse overheidsinstantie die onder het Zweedse ministerie van Buitenlandse Zaken valt.

## Bibliotheek
De bibliotheek van Nordiska Afrikainstitutet is een specialistische bibliotheek met ongeveer 70.000 boeken, ca. 400 tijdschriften en een grote hoeveelheid aan overheidsrapporten, pamfletten, kaarten en films uit en over Afrika. De bibliotheek heeft bovendien een uitgebreide collectie romans en gedichten uit Afrika die ondergebracht is in de Henning Mankell-ruimte. De bibliotheek biedt tevens een online gids  met internetbronnen over Afrika.